# 观赏性体育运动

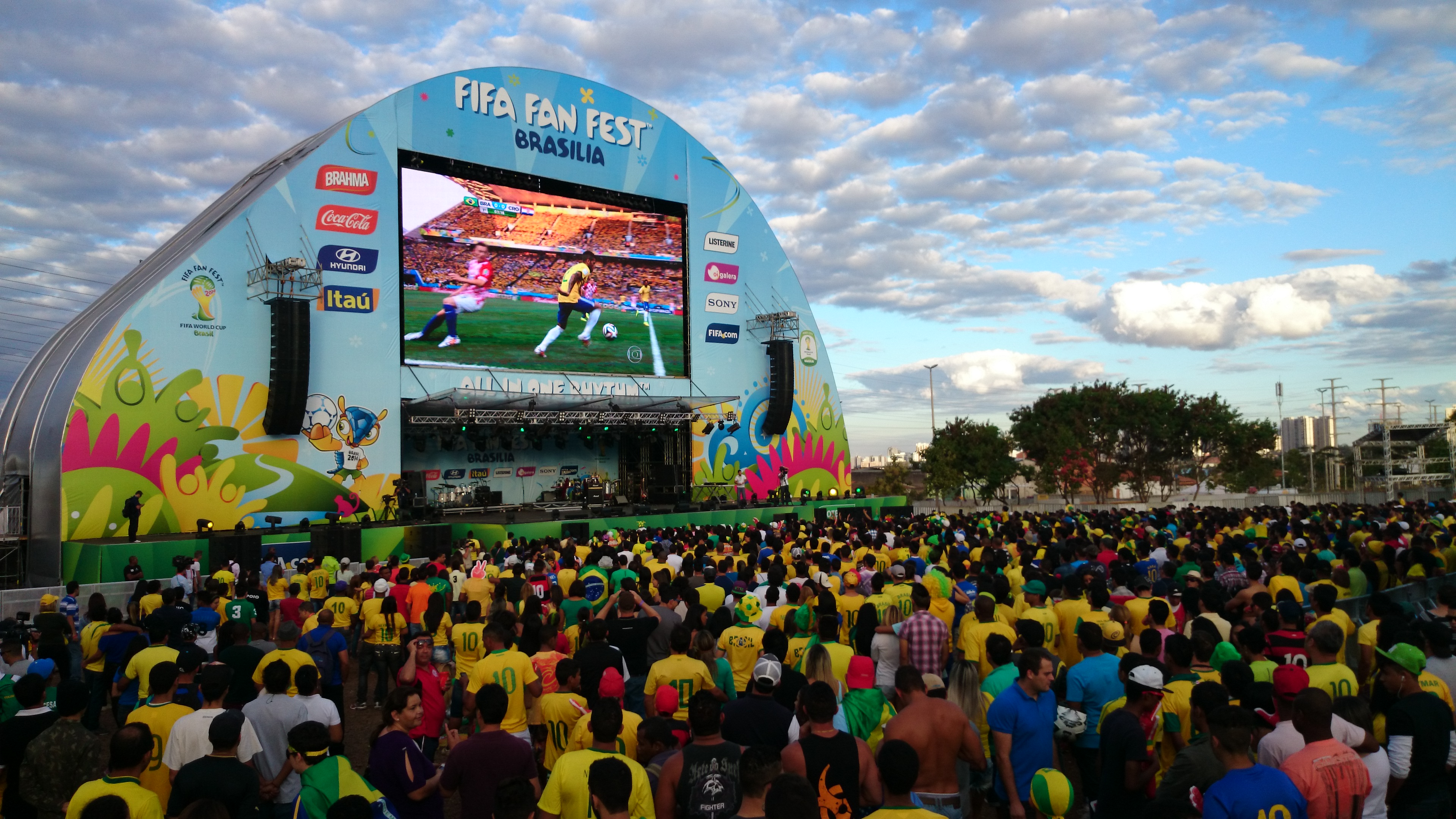
许多观众正在观看足球比赛。

观赏性体育运动（英語：spectator sport）是指将一流选手进行的高规格比赛，展现给体育迷观赏的运动，这类体育运动有很多观众，可以是职业运动或业余运动，且有较高的休闲娱乐性和经济消费效益。
这类比赛具有参赛要求，例如需要有经过专门训练的运动员，一般人无法直接参加，惟有通过观赏比赛来参与其中。相对的，“参与性体育运动”是消费者亲身到场地设施参加的运动。